# Jesús David Peña
Pour les articles homonymes, voir Peña.
Peña  Jiménez est un nom espagnol. Le premier nom de famille, en général paternel, est Peña ; le second, en général maternel, souvent omis, est Jiménez.
Jesús David Peña Jiménez, né le 8 mai 2000 à Zipaquirá (Cundinamarca), est un coureur cycliste colombien. Il évolue au sein de l'équipe BikeExchange Jayco de 2022 à 2024.

## Biographie
En 2019, Jesús David Peña remporte la version espoirs du Tour de Colombie. Il récidive deux ans plus tard.

## Palmarès sur route

### Palmarès amateur
- 2019
  - Vuelta de la Juventud :
    - Classement général
    - 4e étape
- 2021
  - Vuelta de la Juventud :
    - Classement général
    - 1re et 2e étapes

  - 4e étape de la Vuelta al Sur del Huila
  - 2e de la Vuelta al Sur del Huila

### Palmarès professionnel
- 2023
  - 4e étape du Tour de Slovénie
  - 2e du Taiwan KOM Challenge
  - 3e du Tour d'Autriche
  - 8e du Tour du Guangxi
- 2025
  - 4e étape du Tour de l'Alentejo
  - 2e étape du Grand Prix international de Torres Vedras-Trophée Joaquim-Agostinho
  - 2e du Grand Prix Beiras et Serra da Estrela
  - 3e du Tour de l'Alentejo
  - 3e du Grand Prix international de Torres Vedras-Trophée Joaquim-Agostinho

### Classements mondiaux
| Année                                 | 2019  | 2020  | 2021  | 2022 | 2023 | 2024 |
| ------------------------------------- | ----- | ----- | ----- | ---- | ---- | ---- |
| Classement mondial                    | 3049e | 1961e | 2068e | nc   | 325e | 796e |
| UCI America Tour                      | 511e  | 188e  | 343e  | nc   | 29e  | 95e  |
|                                       |       |       |       |      |      |      |
| Légende : nc = non classéSource : UCI |       |       |       |      |      |      |

## Palmarès en VTT

### Championnats panaméricains
- Pereira 2018
  -  Médaillé de bronze du cross-country juniors

### Championnats nationaux
- 2017
  - 2e du championnat de Colombie de cross-country juniors